# Plaza del Adelantado
A Plaza del Adelantado é a praça central da cidade de San Cristóbal de La Laguna em Tenerife (Ilhas Canárias, Espanha).
Foi criada para cumprir as funções de praça principal da cidade, tanto pela sua dimensão como pela importância dos edifícios que a circundam no século XVI. Aqui, até ao século XX, aconteciam os eventos públicos mais importantes da cidade, como festas, feiras, procissões, corridas de touros e até a execução de sentenças.
O chafariz central de mármore é o traço característico da praça e o mais antigo da cidade (1870).